# Atletico Roma Football Club
El Atletico Roma Football Club fue un club de fútbol de Italia, con sede en Roma, en el Lacio. Fue fundado en 2004 y desapareció en 2011.

## Historia
El club fue fundado en el año 2004 tras la unión de los equipos A.S. Lodigiani y Cisco Calcio Roma. Tras la fusión, el club participó en la temporada 2004-2005 en la Serie C2 bajo el nombre de A.S. Cisco Lodigiani y más tarde como A.S. Cisco Calcio Roma.
Al final de la temporada 2009-2010 en la Lega Pro Seconda Divisione, el Cisco Roma ascendió a la Lega Pro Prima Divisione como campeón de los play-off de ascenso. Durante el verano del 2010, el club decidió cambiar su nombre a Atlético Roma F.C., con la intención de alejarse tanto de la historia del A.S. Lodigiani como de la denominación dada por el nombre de las empresas Lodigiani y Cisco con sede en Roma.

## Jugadores
- Datos: Q433529
- Multimedia: Atletico Roma Football Club / Q433529